# Hysterionica filiformis
Hysterionica filiformis là một loài thực vật có hoa trong họ Cúc. Loài này được (Spreng.) Cabrera mô tả khoa học đầu tiên năm 1946.